# ルート砂漠

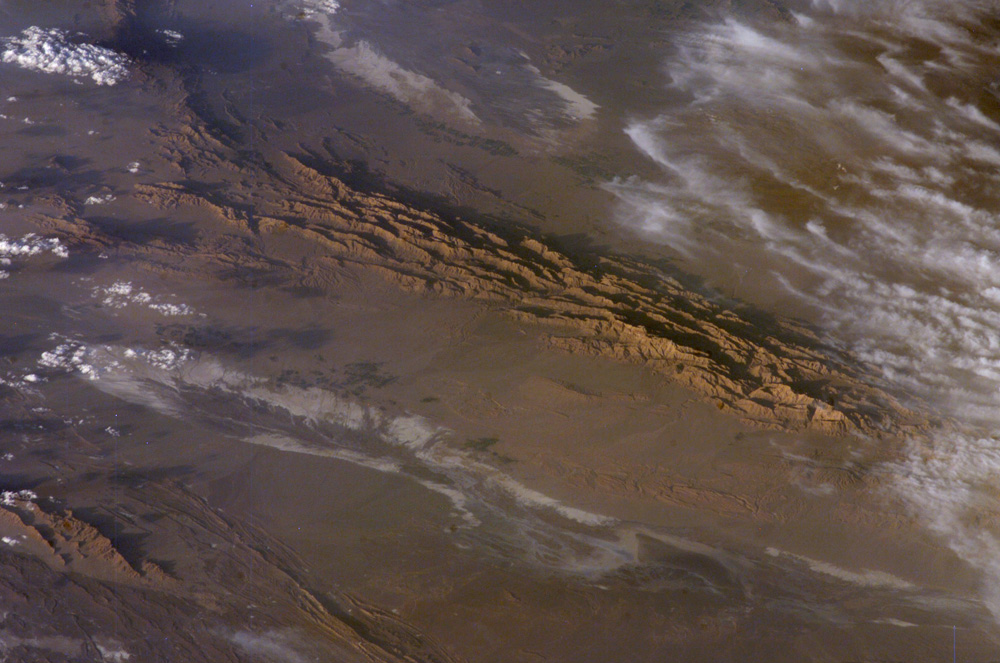
衛星写真

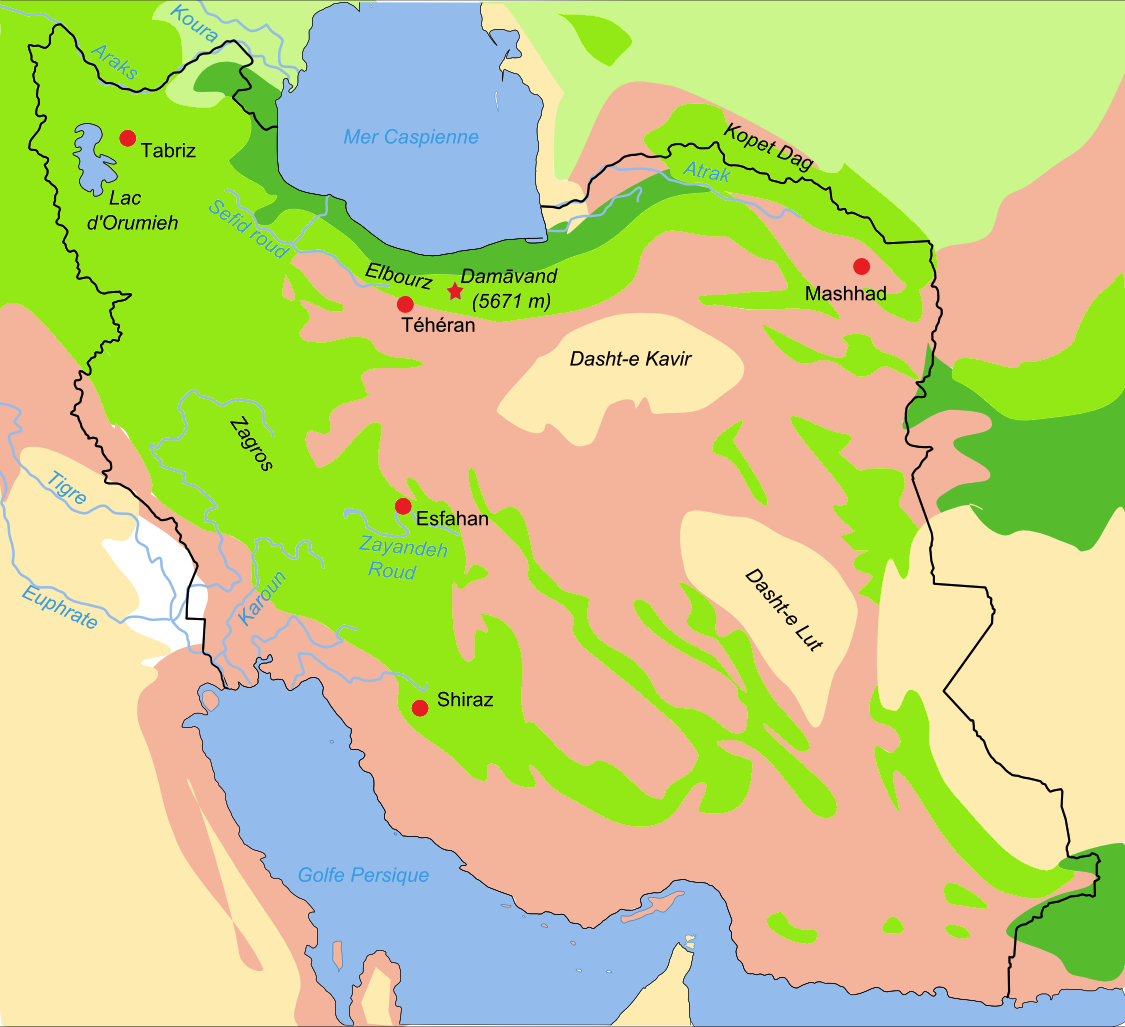
イラン全域の植生分布図

ルート砂漠（Dasht-e Lūt）は、イラン東部、ケルマーン州に位置する大砂漠である。岩石が多く、ヤルダン地形と暑いことで有名。首都テヘランから南東に800km、ペルシャ湾のバンダルアッバースから北東500kmに位置する。長さ480km、幅320km。Gandom Beriyan 地域には黒い玄武岩溶岩が広がり、太陽熱を吸収して極めて高温になる。東部は塩原で、南東部には高さ300mに達する砂丘が広がる。

## 世界遺産
2016年に世界遺産リストに登録された。

### 登録基準
この世界遺産は世界遺産登録基準のうち、以下の条件を満たし、登録された（以下の基準は世界遺産センター公表の登録基準からの翻訳、引用である）。
- (7) ひときわすぐれた自然美及び美的な重要性をもつ最高の自然現象または地域を含むもの。
- (8) 地球の歴史上の主要な段階を示す顕著な見本であるもの。これには生物の記録、地形の発達における重要な地学的進行過程、重要な地形的特性、自然地理的特性などが含まれる。